# Svartkronad knottpitta
Svartkronad knottpitta (Pittasoma michleri) är en fågel i familjen knottfåglar inom ordningen tättingar.

## Utseende och läte
Svartkronad knottpitta är en rätt knubbig och mycket kortstjärtad fågel med en kraftig krokförsedd näbb. Fjäderdräkten är distinkt, med svart hjässa och strupe, roströd kind och tydligt fjällat svartvit buk. Bland lätena hörs en snabb serie pipiga toner och hårt grälande "wick wick wick".

## Utbredning och systematik
Svartkronad knottpitta förekommer från Costa Rica söderut genom Panama och in i allra nordvästligaste delen av Colombia Centralamerika. Den delas in i två underarter med följande utbredning:
- Pittasoma michleri zeledoni – förekommer utmed karibiska sluttningen i Costa Rica och västra Panama
- Pittasoma michleri michleri – förekommer i östra Panama och nordvästligaste Colombia (Chocó)

### Familjetillhörighet
Knottpittorna placerades tidigare med myrpittorna, men genetiska studier visar att de är en del av Conopophagidae.

## Levnadssätt
Svartkronad myrpitta är en sällsynt fågel som hittas i fuktiga skogar i förberg. Där ses den enstaka eller i par i undervegetationen, vanligen på eller nära marken. Störst chans att få syn på den är troligen när den följer svärmar av vandringsmyror.

## Status och hot

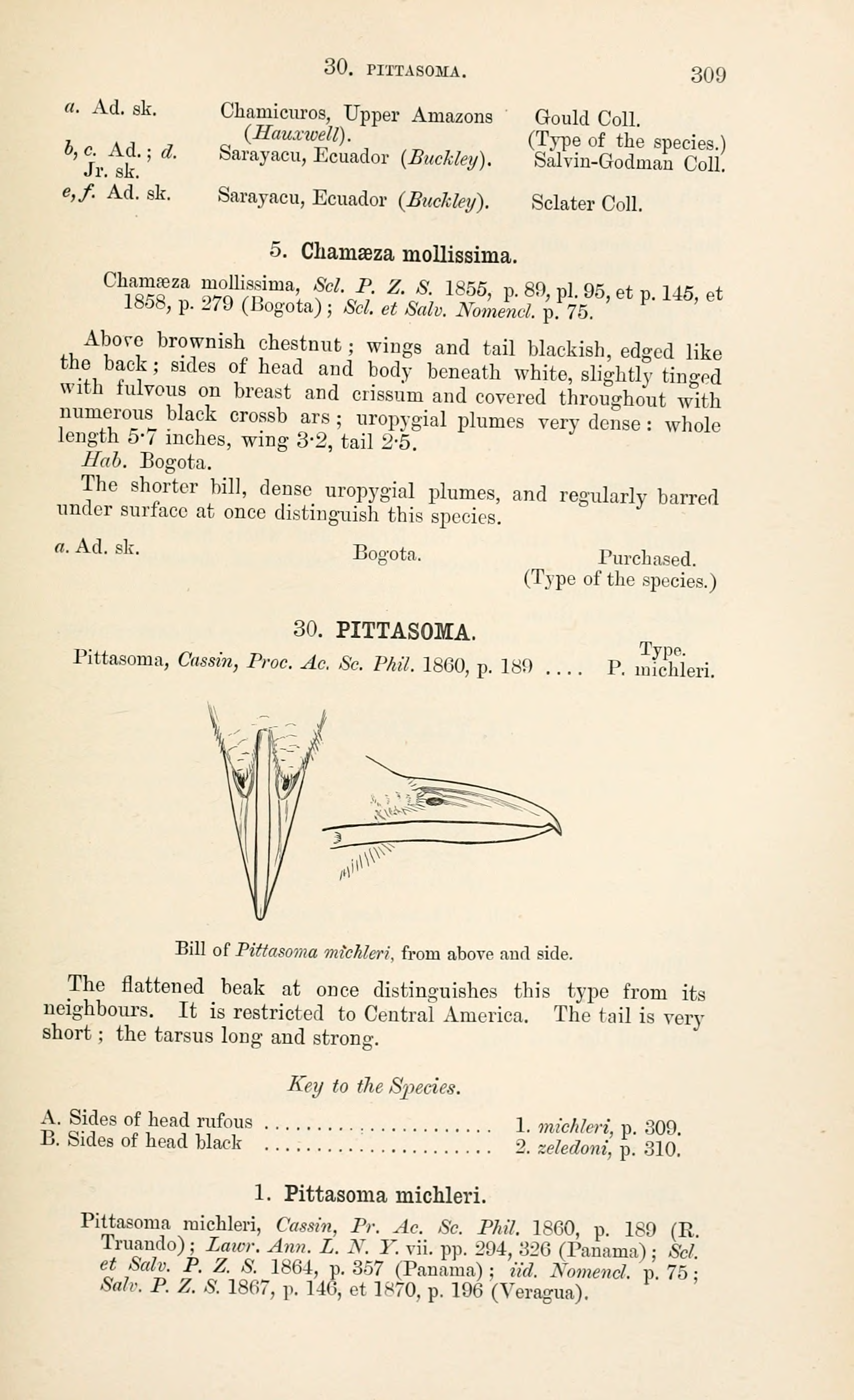

Arten har ett stort utbredningsområde, men tros minska i antal, dock inte tillräckligt kraftigt för att den ska betraktas som hotad. Internationella naturvårdsunionen IUCN listar arten som livskraftig (LC). Beståndet uppskattas till i storleksordningen 20 000 till 50 000 vuxna individer.